# Sericochroa fitilla
Sericochroa fitilla är en fjärilsart som beskrevs av Paul Dognin 1910. Sericochroa fitilla ingår i släktet Sericochroa och familjen tandspinnare. Inga underarter finns listade i Catalogue of Life.